# Mikhail Khodunov
Mikhail Khodunov (tiếng Belarus: Мiхаiл Хадуноў; tiếng Nga: Михаил Ходунов; sinh 8 tháng 12 năm 1994) là một cầu thủ bóng đá Belarus thi đấu cho Naftan Novopolotsk.